# Mastixis albilimbata
Mastixis albilimbata är en fjärilsart som beskrevs av Paul Dognin 1914. Mastixis albilimbata ingår i släktet Mastixis och familjen nattflyn. Inga underarter finns listade i Catalogue of Life.